# Síndrome pulmonar por hantavírus
Síndrome Pulmonar por Hantavírus (HPS) é uma doença viral transmitida por roedores selvagens ou por saliva humana.

## Causa
As excreções dos roedores em áreas rurais ou selvagens são aerolizados e entram nos pulmões junto com o pó. Apenas no caso dos Andes virus, encontrados apenas na América do Sul, também podem ser transmitidos pelas gotas de saliva, espirro e tosse de outras pessoas. Raramente é transmitido por mordidas de ratos selvagens.
NÃO é transmitido por roedores domésticos como hamsters, coelhos, gerbil, ratos albinos ou porquinhos-da-índia.

## Epidemiologia
Geralmente afeta trabalhadores rurais responsáveis por armazéns de comida. Usar máscaras pode proteger contra a aspiração de pó com o vírus. No Brasil os principais reservatórios são o roedor Bolomys lasiurus durante o inverno para o vírus Araraquara, nas regiões de Cerrado, e o roedor Oligoryzomys nigripes durante a primavera para o vírus Juquitiba, na Mata Atlântica. Se desconhece o hospedeiro do vírus Castelo dos Sonhos no Pará. Se diagnosticam cerca de 100 casos por ano no Brasil, com mortalidade de 46%. A maioria dos casos são entre homens, trabalhadores rurais, de 20 a 40 anos, do Centro-Sul. Menos de 20 casos/ano são no Norte ou Nordeste. 
Existe no mundo todo, inclusive em países desenvolvidos como EUA. No extremo oriente causa mais de 100.000 casos por ano.

## Sinais e sintomas
Uma a cinco semanas depois da exposição ao vírus começa a primeira fase:
- Fatiga
- Dor de cabeça
- Dores musculares
- Dor abdominal
- Febre
- Vômito e náusea
- Diarreia

Quatro a dez dias depois começa a segunda fase caracterizada por:
- Tosse com catarro,
- Dificuldade para respirar (dispnea)
- Batimentos cardíacos acelerados (taquicardia),
- Hipertensão arterial,
- Acidose metabólica,
- Edema pulmonar.

O paciente pode evoluir para insuficiência respiratória aguda e choque circulatório que é fatal em 10 a 38% dos casos sem tratamento e 1% com tratamento.

## Diagnóstico diferencial
Septicemias, leptospirose, viroses respiratórias, pneumonias atípicas (Legionella, Mycoplasma, Clamydia), histoplasmose pulmonar e pneumocitose. 

## Tratamento
Desde o início do quadro respiratório, estão indicados medidas gerais de suporte clínico, inclusive com assistência em unidade de terapia intensiva com oxigênio nos casos mais graves. Não há tratamento específico ou vacina contra hantavírus.